# Хайнбург (Гессен)
Хайнбург (нем. Hainburg) — община в Германии, в земле Гессен. Подчиняется административному округу Дармштадт. Входит в состав района Оффенбах. Население составляет 14 221 человек (на 31 декабря 2010 года). Занимает площадь 15,95 км².
Община подразделяется на 2 сельских округа.